# Mahsá Amíníová
Mahsá Amíníová (20. září 1999 Saqqez, Kurdistán, Írán – 16. září 2022 Teherán, tamtéž) byla íránská Kurdka. Zemřela ve věku 22 let poté, co byla zatčena mravnostní policií kvůli tomu, že neměla správně nasazený hidžáb. Mahsá Amíníová zemřela po třídenním kómatu, policie tvrdí, že na infarkt. Podle rodiny byla ale zdravá.
Jordánská vysoká komisařka OSN pro lidská práva zmínila zprávy, podle kterých policie ženinou hlavou udeřila o své auto a praštila ji do hlavy obuškem.
Smrt Amíníové vyústila v sérii rozsáhlých protestů po celé zemi, největší od demonstrací v letech 2019–2020, při kterých zahynulo asi 1500 lidí.

## Protesty

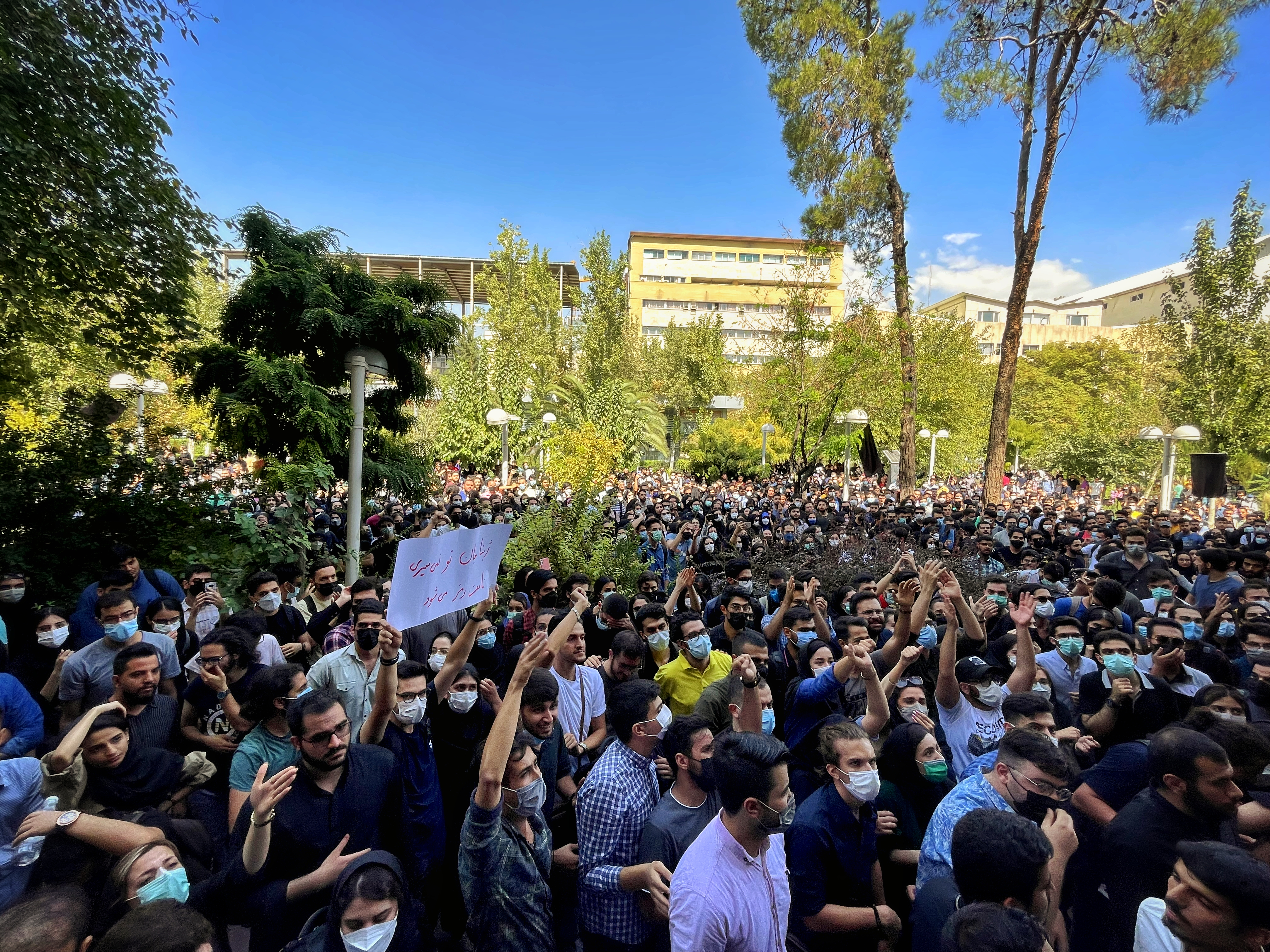
Studenti univerzity v Teheránu, 20. září 2022

Protesty začaly v Teheránu 17. září 2022, několik hodin poté, co Mahsá Amíníová zemřela. Poté se rozšířily do dalších měst, včetně rodného města Amíníové, Saqqezu. Někteří demonstranti křičeli „Smrt diktátorovi!“ s odkazem na ajatolláha Alího Chameneího. Ve městě Sárí na severu Íránu ženy tančily kolem ohně, ve kterém pálily své šátky. Demonstranti rozbíjeli okna automobilů a zapalovali popelnice. Policie nasadila slzný plyn, na některých videích byla slyšet střelba.
Během deseti dnů při protestech zemřelo podle nevládní organizace Iran Human Rights nejméně 76 lidí. Íránská státní média uvedla 41 mrtvých.